# Langgerekte bremknopgalmug
De langgerekte bremknopgalmug (Dasineura tubicoloides) is een muggensoort uit de familie van de galmuggen (Cecidomyiidae). De wetenschappelijke naam van de soort is voor het eerst geldig gepubliceerd in 2004 door Gagne.